# Catastrophe de Königs Wusterhausen
La catastrophe de Königs Wusterhausen s'est produite le 14 août 1972, lorsqu'un Iliouchine Il-62 assurant le vol Interflug 450 (IF450), un vol charter international de la compagnie aérienne nationale est-allemande, Interflug, s'est écrasé peu après le décollage de l'aéroport de Berlin-Schönefeld, à la suite d'un incendie survenu dans la soute arrière de l'appareil, causant la mort des 156 passagers et membres d'équipage à bord. Il s'agit de l'accident aérien le plus meurtrier jamais survenu en Allemagne.

## Avion et équipage
L'avion était un Iliouchine Il-62 de fabrication soviétique, immatriculé DM-SEA et équipé de quatre moteurs Kouznetsov NK-8. Il a effectué son premier vol en avril 1970 et cumulé 3 520 heures de vol au moment de l'accident.
L'équipage était composé du commandant de bord Heinz Pfaff (51 ans), du copilote Lothar Walther (35 ans), du mécanicien navigant Ingolf Stein (32 ans), et du navigateur Achim Flilenius (38 ans). Les membres de l'équipage totalisaient respectivement 8 100, 6 041, 2 258 et 8 570 heures de vol.

## Contexte
L'accident a eu lieu . L'avion impliqué était un  immatriculé  DM-SEA, appartenant à la compagnie nationale est-allemande, Interflug. Le vol était un charter transportant des touristes à destination de l'aéroport de Bourgas, Bourgas étant une importante station balnéaire bulgare

## Accident
Le vol 450 a décollé de l'aéroport de Berlin-Schönefeld à 16h30 heure locale. En raison des vacances d'été, le nombre de passagers – principalement des touristes à destination de la côte bulgare, au bord de la mer Noire – a presque atteint la pleine capacité de l'Il-62. Le décollage s'est déroulé normalement et l'avion a ensuite mis le cap vers le sud-est en direction de la Tchécoslovaquie, (aujourd'hui la République tchèque).
À 16h43, treize minutes après le début du vol et à 29 200 pieds (8 900 m) au-dessus de la ville de Cottbus, en Allemagne de l'Est, l'équipage signala des problèmes avec la gouverne de profondeur ; l'avion se trouvait alors à environ 10° de sa route désignée. L'équipage demanda un retour à Schönefeld, mais ne jugea pas la situation suffisamment critique pour un atterrissage immédiat à l'aéroport le plus proche. À 16h51, l'équipage effectua un largage de carburant pour diminuer le poids de l'appareil à l'atterrissage. 
Pendant ce temps, les agents de bord signalèrent de la fumée dans la partie arrière de la cabine. L'aéroport de Berlin-Schönefeld étant déjà en vue à quelques kilomètres au sud, l'avion lança un appel de détresse à 16h59, indiquant des problèmes de contrôle de l'altitude de l'avion. À ce moment-là, l'équipage n'était probablement pas conscient que le feu avait consumé des parties importantes de l'arrière de l'avion. 
Quelques secondes plus tard, la partie arrière, affaiblie par l'intensité du feu à bord, se détacha du reste l'avion, le faisant entrer dans une plongée incontrôlable vers le sol. En raison des énormes forces aérodynamique lors de la descente, le reste de l'avion s'est désintégré en plein vol, les débris atterrissant dans la ville de Königs Wusterhausen, en Allemagne de l'Est.

## Cause
Les derniers messages émis par les pilotes laissaient penser qu'un incendie à l'arrière de l'appareil était responsable de l'accident. Cette partie de l'appareil n'était pas accessible depuis la cabine et ne disposait pas de détecteurs de fumée, de sorte que l'équipage n'a pas pu immédiatement se rendre compte de la gravité de la situation. 
L'incendie a été provoqué par une fuite au niveau d'un tube à air chaud, faisant partie du circuit d'air comprimé des moteurs, par lequel de l'air chauffé à quelque 300 °C s'est échappé, endommageant l'isolation des fils électriques et le système de commandes de vol de l'appareil.
Après le décollage, le court-circuit qui en a résulté a généré des étincelles à 2 000 °C, déclenchant un incendie dans la soute n°4, située à l'arrière de l'avion. L'incendie s'est ensuite propagé jusqu'à ce que la fumée s'introduise dans la cabine passagers et que le fuselage soit fragilisé par la chaleur de l'incendie. Finalement, la queue de l'avion s'est finalement rompue en vol, provoquant une perte de contrôle catastrophique.

## Mémorial

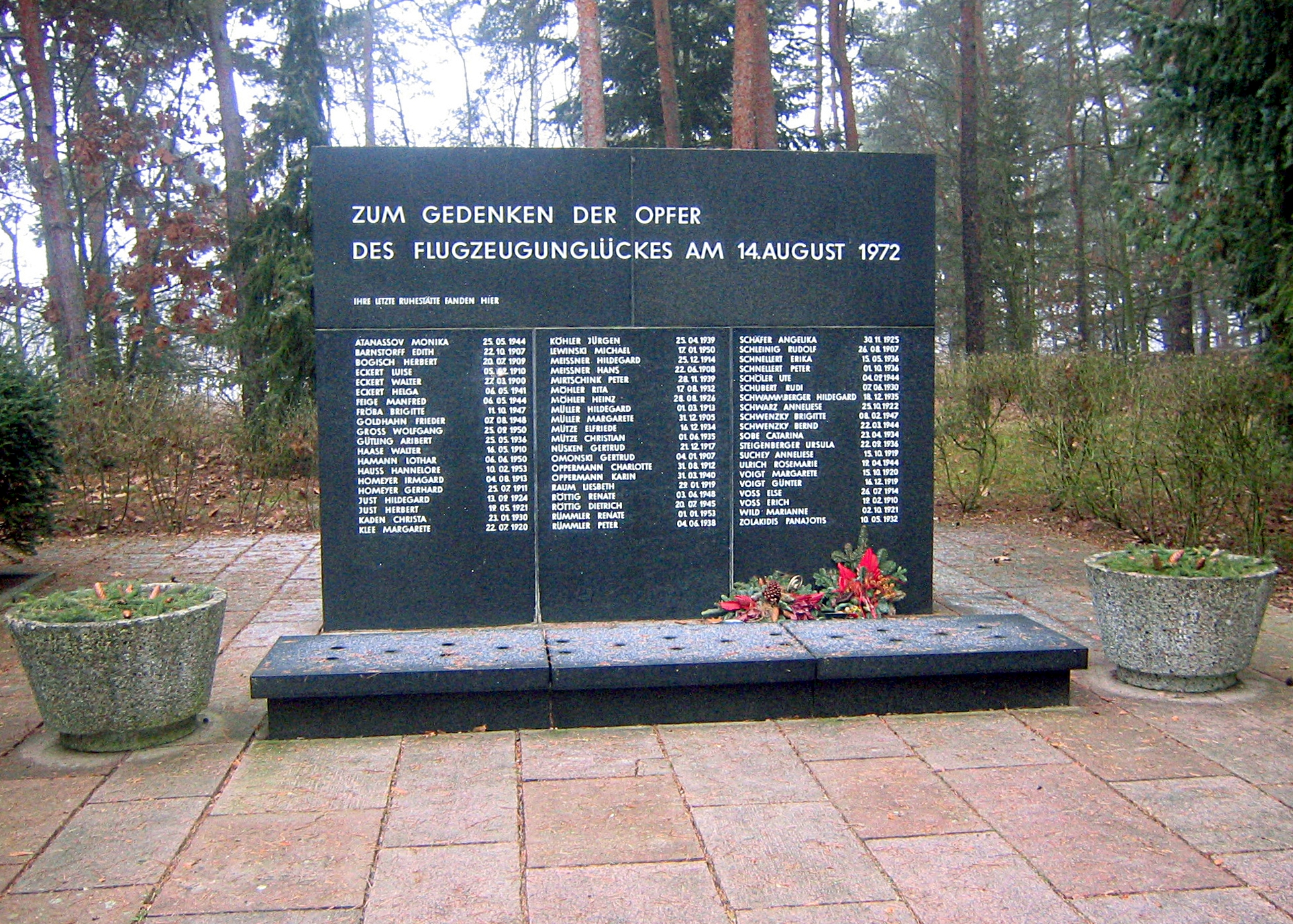
Mémorial au cimetière de Wildau, en souvenir des victimes de l'accident.

Au cimetière de Wildau, près de Königs Wusterhausen, un mémorial commémore les victimes du vol 450, dont les noms sont inscrits sur une pierre noire.